# Paul von Bistram
Paul Karl Frommhold Theophil von Bistram (* 9. Dezember 1861 in Mitau; † 1. Juni 1931 in Rostock) war ein baltischer Freiherr und Kreismarschall im Herzogtum Kurland und Semgallen.

## Leben

### Herkunft und Familie
Paul von Bistram stammte aus dem Haus Sehnjen, Nowidwor und Daudzogir des baltischen Adelsgeschlechts von Bistram. Seine Eltern waren der Kreismarschall und Herr auf Waddax Adolph von Bistram (1822–1865) und Clothilde Gräfin Belzig von Kreutz (1825–1906). Paul v. B. heiratete 1888 Freifrau Martha von Bistram. Ihre Nachkommen waren:
- Anna Clothilde Louise (* 1891) ⚭ Wolter Baron von Klüchtzner  (1883–1939)
- Adolph Wilhelm Carl Alexander Theodor von Bistram (* 1893 in Irmlau; gefallen 1919), Freiwilliger in der Baltischen Landwehr
- Eva Louise (Kitty) (1894–1945) ⚭ Hans Baron  von Behr
- Hilda Antonie (1896–1897)
- Irmgard Antonie Carola (* 1900)

### Werdegang
Er besuchte von 1875 bis 1879 die Landesschule Pforta  in Sachsen-Anhalt und bis 1880 das  Gouvernements-Gymnasium in Mitau. Danach studierte er von 1881 bis 1885 an der Kaiserlichen Universität Dorpat und schloss dieses als Jurist ab. Er war dann für zwei Jahre Assessor am Doblenschen Kreisgericht in Mitau und war von 1888 bis 1908 Pächter von Irmlau im Herzogtum Kurland und Semgallen.  1903 wählte ihn die Kurländische Ritterschaft zum Ökonomiedirektor der Kurländischen Ritterschaftsgüter. Von 1905 bis 1920 war er Majoratsbesitzer des Guts Waddax und bekleidete von 1906 bis 1914 das Amt des Ehrenfriedensrichter, war Vizepräsident der Ortsgruppe Mitau des Vereines der Deutschen in Kurland und Residierender Kreismarschall. 1919 war er stellvertretender Landesbevollmächtigter und Mitglied des  Baltischen Nationalausschusses und weltlicher Beisitzer im  Kurländischen Konsistorium. 1919 emigrierte er nach Rostock und starb dort am 1. Juni 1931.